# Chlorocypha dispar
Chlorocypha dispar là loài chuồn chuồn trong họ Chlorocyphidae. Loài này được Palisot de Beauvois mô tả khoa học đầu tiên năm 1805.